# GB Airways
GB Airways war eine britische Linienfluggesellschaft, die auch im Charterfluggeschäft tätig war. Ihr Sitz und ihre Basis waren zuletzt auf dem Flughafen London Gatwick. Sie war ein Tochterunternehmen von British Airways und ein Partner der Luftfahrtallianz oneworld.

## Geschichte
GB Airways wurde bereits im Jahr 1931 als Gibraltar Airways gegründet. Im August 1947 übernahm British European Airways (BEA) 51 % der Anteile; dies ging am 1. April 1974 an British Airways über. Der Firmenname wurde 1958 in Gibair geändert. Im März 1981 kam es erneut zu einer Namensänderung in das als moderner vermutete GB Airways.
Im Jahr 2008 verkaufte British Airways ihre Tochterfirma GB Airways an die britische Billigfluggesellschaft easyJet, die GB Airways auflöste und zum 29. März 2008 vollständig in sich integrierte. Die früheren Charterflüge von GB Airways übernahm British Airways selbst. Die Airbus A320-200 der Gesellschaft wurden von easyJet übernommen, die Airbus A321-200 teils ebenfalls von easyJet und teils von Monarch Airlines.

## Flotte

### Flotte bei Betriebseinstellung

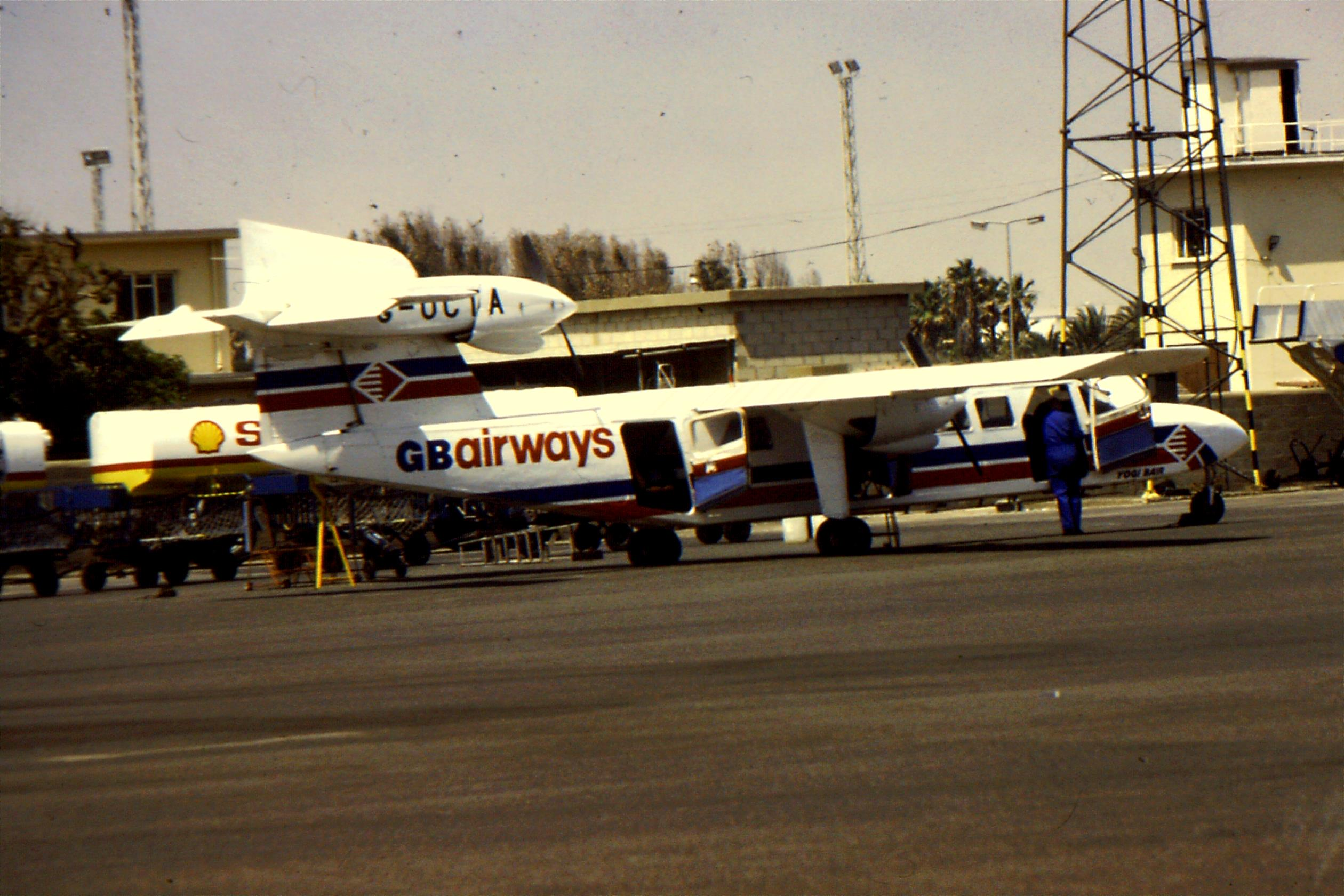
Britten-Norman Trislander G-OCTA der Gibraltar Airways

Vor Einstellung des Betriebs bestand die Flotte der GB Airways aus 15 Flugzeugen:
- 9 Airbus A320-200
- 6 Airbus A321-200

### Zuvor eingesetzte Flugzeuge
Früher nutzte GB Airways auch folgende Flugzeugtypen:
- Britten-Norman Trislander
- Boeing 737
- Douglas DC-3
- Vickers Viscount

## Zwischenfälle

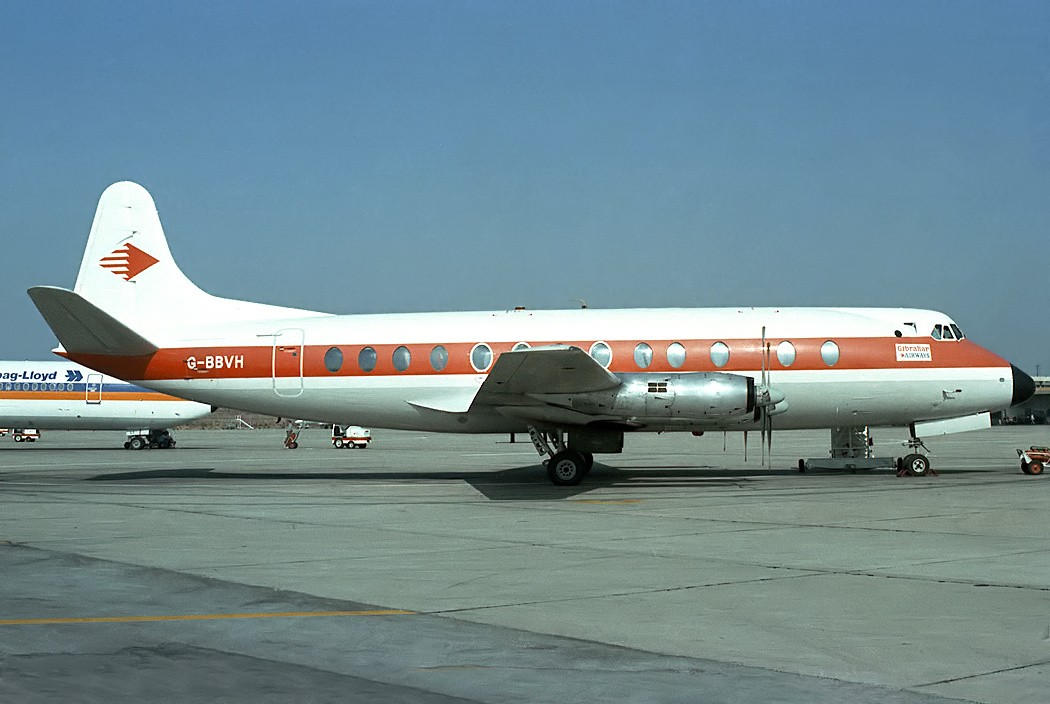
Die verunglückte Vickers Viscount G-BBVH der Gibraltar Airways

- Am 23. November 1988 verunglückte eine Vickers Viscount 807 der Gibraltar Airways (Luftfahrzeugkennzeichen G-BBVH) bei der Landung auf dem Flughafen Tanger (Marokko). Die vom nur 70 Kilometer entfernten Flughafen Gibraltar kommende Maschine rutschte nach dem Aufsetzen nach links von der Landebahn und über einen flachen Kanal, wobei sie irreparabel beschädigt wurde. Alle 78 Insassen, 4 Besatzungsmitglieder und 74 Passagiere, überlebten die Bruchlandung. Die Landung wurde während eines starken Regenschauers bei rund 18 Knoten Rückenwind durchgeführt.[4]